# Гімрека (присілок)
Гімрека (рос. Гимрека) — присілок у Подпорозькому районі Ленінградської області Російської Федерації.
Населення становить 63 особи. Належить до муніципального утворення Вознесенське міське поселення.

## Історія
Згідно із законом від 1 вересня 2004 року № 51-оз належить до муніципального утворення Вознесенське міське поселення.

## Населення
| 2007 | 2010 |
| ---- | ---- |
| 98   | ↘63  |